# Sabelliphilus elongatus
Sabelliphilus elongatus is een eenoogkreeftjessoort uit de familie van de Sabelliphilidae. De wetenschappelijke naam van de soort is voor het eerst geldig gepubliceerd in 1862 door Sars M..